# Walter Lippmann
Walter Lippmann (Nova Iorque, 23 de setembro de 1889 – Nova Iorque, 14 de dezembro de 1974) foi um escritor, jornalista e comentarista político estadunidense, famoso por ser um dos primeiros a introduzir o conceito de Guerra Fria; cunhar o significado do termo "estereótipo" no psicológico moderno e criticar a mídia e a democracia em sua coluna de jornal e em vários livros, em especial, Opinião Pública, de 1922. Lippmann também foi um autor notável para o Conselho de Relações Exteriores e desempenhou um papel significativo na carta de inquérito pós-guerra mundial de Woodrow Wilson, como seu diretor de pesquisa. Suas opiniões sobre o papel do jornalismo em uma democracia foram contrastadas com os escritos contemporâneos de John Dewey, no que foi posteriormente chamado de “debate Lippmann – Dewey". Lippmann ganhou dois Prêmios Pulitzer, um para sua coluna de jornal "Today and Tomorrow" e um para sua entrevista de Nikita Khruschev, em 1961.
Segundo o professor de jornalismo Michael Schudson, o teórico da comunicação e crítico da mídia, James W. Carey, considerou o livro Opinião Pública, de Walter Lippmann, como "o livro fundador do jornalismo moderno" e também "o livro fundador em estudos de mídia americana".
Sobre a mesma obra, os ideais retratados pelo autor fazem que ele seja considerado um dos precursores da Teoria do Agendamento ou Agenda Setting. Mais precisamente no capítulo “O mundo exterior e as imagens de nossas mentes”, Lippmann discorre sobre o fato de que os veículos midiáticos são a ponte entre as formas que as pessoas recebem um conteúdo e os acontecimentos reais. A partir disso, compreende-se, conforme a teoria, a possibilidade de que a mídia pode dar maior enfoque a certos assuntos em detrimento de outros que possam ser considerados política e socialmente mais relevantes. 

## Biografia
Nascido em uma abastada família judia, graduou-se em Harvard (1910), onde também foi assistente do filósofo George Santayana. Nos anos em que esteve em Harvard, interessou-se pelo socialismo e, por um curto período, atuou no movimento socialista. Também teve contato com William James e o pragmatismo, que funcionou como contraponto para o humanismo idealista de Santayana. Mais importante para a sua formação intelectual, porém, foi o encontro com o cientista social inglês e ideólogo fabiano Graham Wallas, cuja obra Human Nature in Politics (1908) teve grande influência sobre os primeiros escritos de  Lippmann.
Lippmann trabalhou como jornalista nos periódicos liberais New Republic e World - do qual foi editor, entre 1929 e 1931. Naquele ano, surpreendeu a muitos dos seus leitores quando se transferiu para o conservador e republicano New York Herald Tribune, onde passou a escrever a coluna Today and Tomorrow. A partir de 1936, Lippmann afastou-se dos setores geralmente considerados mais liberais ou progressistas, tornando-se mais do que qualquer outro comentarista ou colunista, um porta-voz establishment americano. Posteriormente atuou também na Newsweek. 
Lippman contribuiu para popularizar o conceito de Guerra Fria - que utilizou pela primeira vez em 1947. Também é atribuída a ele a expressão manufacture of consent, que aparece em seu livro Public Opinion (1922). A expressão inspirou o título do livro de Edward S. Herman e Noam Chomsky,  Manufacturing Consent: The Political Economy of the Mass Media (1988), que é uma análise da mídia como negócio. 

## Publicações
- A Preface to Politics (1913) ISBN 1-59102-292-4
- Walter Lippmann no Projeto Gutenberg
- The Stakes of Diplomacy (1915)
- The Political Scene (1919)
- Liberty and the News (1920)
- Public Opinion (1922)
- The Phantom Public (1925)
- A Preface to Morals (1929)
- The Good Society (1937)
- The Cold War (1947)
- Essays in the Public Philosophy (1955)